# Нижняя Мактама
Ни́жняя Мактама́ (тат. Түбән Мактама) — посёлок городского типа в Альметьевском районе Республики Татарстан России, входит в полицентрическую Альметьевскую (Альметьевско-Бугульминско-Лениногорскую) агломерацию.

## География
Посёлок расположен в 3 км к юго-востоку от Альметьевска на автомобильной дороге Казань-Оренбург, выше по течению реки Степной Зай. Через поселок проходят троллейбусные маршруты № 1 (ТНГП — мкрн. «Яшьлек») и № 7А (ТНГП — мкрн. «Дружба»).

## История
В окрестностях посёлка выявлены археологические памятники: нижнемактаминская стоянка (срубная культура), нижнемактаминский могильник (позднесарматские древности).
Поселок Нижняя Мактама основан не позднее 1730-гг. ясачными татарами. Первоначальное название — Мактаматамак. В материалах 2-й ревизии (1746 г.) в деревне «Маткабытамак, что на усть Маткабы речки» были учтены 49 душ муж. пола, относившихся к данной категории. Под названием Ниж. Махтама селение отображено на карте Уфимской провинции 1755 г., вошедшей в атлас И.Красильникова. В материалах 3-й ревизии (1762 г.) в деревне «Мактабытамак, что на речке Заю» фигуруют 52 души муж. пола бывших ясачных татар, входивших в команду тептярского старшины Есупа Надырова. Такое же количество душ зафиксировали в деревне «Нижней Махтаме» материалы 4-й ревизии (1782 г.). Все они относились к тептярскому сословию и входили в команду старшины Юсупа Надырова. Основными занятиями жителей селения являлись земледелие и скотоводство, были распространены лапотный, решётный, кирпичный и отхожий промыслы, изготовление тарантасов, извоз, разведение породистых лошадей для нужд армии. Источники зафиксировали участие жителей села на фронтах Отечественной войны 1812 года в составе тептярских полков.
По сведениям 1889 г., в посёлке функционировали мечеть, мектеб (1839 г.), водяная мельница, маслобойня, по сведениям 1896 г., — мечеть, маслобойня, кузница. В начале XX в. действовали 2 мечети, 2 медресе, мануфактурная и 2 бакалейные лавки. В 1905 г. функционировали 2 мечети: год постройки первой неизвестен, перестраивалась в 1831 и 1861 гг. (в 1869 г. при ней открыто медресе), вторая построена в 1902 г. (в 1905 г. при ней открыто медресе, в 1931 г. закрыто, здание передано сельскому клубу). В этот период земельный надел сельской общины составлял 2628 десятин.
В 1920 году после революций, Гражданской войны, Вилочного восстания в селе наконец-то была установлена советская власть. Жители села участвовали в этих событиях как на стороне красных, так и на стороне их противников. Однако ещё более катастрофический урон селу был нанесен голодом 1921—1922 годов. Число жителей (взрослых и детей), умерших голодной смертью, исчислялось сотнями.
До 1920 г. посёлок входил в Альметьевскую волость Бугульминского уезда Самарской губернии. С 1920 г. в составе Бугульминского кантона ТАССР. С 10.8.1930 г. в Альметьевском районе. Статус посёлка городского типа — с 1966 года. С 26.1.2005 г. в Альметьевском муниципальном районе. Ныне центр Нижнемактаминского городского поселения.
В 1930 г. организован колхоз «Эльком» (первый председатель — Б. З. Залятов). В 1950-х гг. объединён с колхозом «Красный пахарь» (с. Тихоновка) под названием «Колхоз им. Маленкова». В 1987 г. совхоз «Нефтяник» передан в ведение НГДУ «Альметьевнефть» и в 1997 г. реорганизован в сельскохозяйственное ООО «Нефтяник».
В 1996 г. открыт мемориал павшим в Великой Отечественной войне.
В 2016 году у поселка появился собственный герб. Он был разработан представителями местной общественности и утвержден Геральдическим советом при Президенте РФ.

## Население
| 1746 | 1762         | 1795 | 1859 | 1889 | 1910 | 1920 | 1926 | 1938 | 1949 | 1958 |
| ---- | ------------ | ---- | ---- | ---- | ---- | ---- | ---- | ---- | ---- | ---- |
| 49   | 52 души м.п. | 305  | 817  | 1548 | 1735 | 1418 | 1232 | 1163 | 1147 | 1411 |

| 1970    | 1979    | 1989    | 2002    | 2003    | 2004    | 2006    |
| ------- | ------- | ------- | ------- | ------- | ------- | ------- |
| 6704    | ↘6366   | ↗7415   | ↗10 580 | ↗10 700 | ↗10 800 | ↘9442   |
| 2007    | 2009    | 2010    | 2011    | 2012    | 2013    | 2014    |
| ↗9549   | ↗9620   | ↗9924   | →9924   | ↗9956   | ↗10 009 | ↗10 045 |
| 2015    | 2016    | 2017    | 2018    | 2019    | 2020    | 2021    |
| ↗10 059 | ↘10 045 | ↗10 091 | ↘10 089 | ↗10 108 | ↗10 182 | ↘9695   |
| 2024    |         |         |         |         |         |         |
| ↘9574   |         |         |         |         |         |         |

## Экономика
Добыча нефти и газа, Миннибаевский газоперерабатывающий и кирпичный заводы.

## Социальная инфраструктура
В селе действуют 2 средние школы, 3 детских сада (с 1957, 1959, 1979 гг.), школа искусств, дом культуры, библиотека, фельдшерско-акушерский пункт (с 1998 г.), 2 мечети: «Марс» (с 1996 г.) и «Нурлы» (с 2011 г.). При доме культуры работает хор «Ивушка» (с 1987 г., с 2013 г. — народный, основатель — Т. И. Корнилова).